# Eugène Cavaignac (1802–1857)
Louis Eugène Cavaignac, född 15 oktober 1802 i Paris, död 28 oktober 1857, var en fransk general och statsman, son till Jean Baptiste Cavaignac, bror till Eleonore Louis Godefroi Cavaignac och far till Jacques Marie Eugène Godefroy Cavaignac. Han var Frankrikes statsöverhuvud och regeringschef från 28 juni till 20 december 1848.
Cavaignac genomgick polytekniska skolan i Paris och högre militärskolan i Metz, inträdde i armén 1824 samt deltog 1828 som kapten i franska expeditionen till Grekland. Han var en av julirevolutionens tidigaste anhängare i armén, men blev på grund av deltagande i en opinionsyttring mot regeringen 1832 sänd till Algeriet, där han utmärkte sig särskildt vid intagandet av Tlemcen 1836 och för övrigt gjorde sig känd för mod, uthållighet och en ovanlig organisationsförmåga.
Efter flera bedrifter blev han 1847 guvernör i Oran och efter februarirevolutionen 1848 divisionsgeneral och generalguvernör i Algeriet. Samma år valdes han i departementet Lot till medlem av nationalförsamlingen och blev efter upploppet i Paris 15 maj krigsminister under en för regeringen särdeles kritisk tidpunkt. För att kuva juniupproret bekläddes Cavaignac med diktatur. Efter fyra dagars blodig kamp (23-26 juni 1848) lyckades han fullständigt kuva upproret. Sedan han 28 juni nedlagt sitt mandat i representationens händer beslöt denna att Cavaignac fortfarande skulle utöva verkställande makten tills president blivit vald.
Mot både hans egen och många andras förmodan utsågs genom allmän folkomröstning 10 december prins Louis Napoléon till detta ämbete med 5,572,834 röster medan Cavaignac fick endast 1,469,156. 20 december nedlade han sitt ämbete, och nationalförsamlingen betygade honom sin tacksamhet för hans förtjänster om fäderneslandet. Departementet Lot valde honom till medlem av lagstiftande församlingen, där han jämte Lamoricière, Bedeau, Dufaure med flera bildade medelpunkten för det republikanska partiet.
Cavaignac tillhörde sedan oppositionen under prins Napoleons presidentskap och blev vid statskuppen 2 december 1851 häktad men inom kort frigiven. Han gifte sig sedan med en dotter till den rike bankiren Odier och drog sig bort från politiken. År 1857 valdes han till folkrepresentant för Paris 3:e arrondissement men avled redan 28 oktober samma år på sitt slott Ournes i departementet Sarthe.